# Матусин синок
«Матусин синок» — французька кінокомедія, знята Жулі Дельпі за її сценарієм у співавторстві з Ужені Жонтіль. Світова прем'єра стрічки відбулась на Венеційському кінофестивалі 3 вересня 2015 року, в Україні фільм вперше продемонстрували 3 листопада 2016 року.

## Сюжет
40-річна Віолетта на спа-курорті знайомиться з Жаном-Рене. Закоханий чоловік переїжджає до Парижа, щоб бути поряд з Віолеттою. Однак син жінки Лоло не в захваті від стосунків мами, він вирішує позбутися залицяльника.

## У ролях
| Актор               | Роль               |
| ------------------- | ------------------ |
| Дені Бун            | Жан-Рене           |
| Жулі Дельпі         | Віолетта           |
| Венсан Лакост       | Лоло               |
| Карін Віар          | Аріан              |
| Еліз Ларніколь      | Елізабет           |
| Карл Лагерфельд     | у ролі самого себе |
| Фредерік Беґбеде    | у ролі самого себе |
| Антуан Лунгін       | Лулу               |
| Крістоф Вандевельде | Жерар              |
| Крістоф Канар       | Патрік             |
| Ксав'є Алькан       | Ксав'є             |
| Рамзі Бедіа         |                    |

## Створення фільму

### Виробництво
Зйомки фільму проходили в Парижі, Біарріці та Лондоні.

### Знімальна група
- Кінорежисер — Жулі Дельпі
- Сценарист — Жулі Дельпі, Ужені Жонтіль
- Кінопродюсер — Майкл Джентіле
- Композитор — Матьо Ламболі
- Кінооператор — Тьєррі Арбоґаст
- Кіномонтаж — Віржині Бруо
- Художник-постановник — Еммануелль Дюплей
- Артдиректор — Сесіль Арлет Колін
- Художник-декоратор — Елен Рей
- Художник по костюмах — П'єр-Ів Гейро
- Підбір акторів — Ніколас Ронкі[5].

## Сприйняття
Фільм отримав змішані відгуки. На сайті Rotten Tomatoes оцінка стрічки становить 52 % на основі 31 відгуку від критиків (середня оцінка 5,8/10) і 30 % від глядачів із середньою оцінкою 2,8/5 (204 голоси). Фільму зарахований «гнилий помідор» від кінокритиків та «розсипаний попкорн» від глядачів, Internet Movie Database — 5,7/10 (2 581 голос), Metacritic — 50/100 (17 відгуків критиків).